# 特纳综合征
透納氏症（英語：Turner syndrome），或稱  / （代表X染色體表达数）；為基因疾患中性腺發育不良的一種，是雌性個體因X染色體部分或完全缺失而引發的疾病。透納氏症患者的症狀各異，患者常常會有短而成蹼狀的頸部、低耳位、頸後髮際線較低、矮小，出生時即手腳水腫等特徵。一般來說，透納氏症患者因其性功能无法正常发育，会导致沒有月經、乳房不發育以及不孕，且会患有先天性心臟病、糖尿病以及甲狀腺功能低下症的機率較正常人高。大部分的透納氏症患者的智力水準正常，但許多患者的空間視覺能力低下，比如學習數學所需要的空間視覺能力。透納氏症患者有視覺和聽覺障礙的機率也較正常人高。

## 病因與診斷
透納氏症並不是一種會遺傳自父母親的疾病。目前所知沒有任何環境因素會導致此病症，同時也和媽媽的懷孕年齡沒有關係。透納氏症主要肇因於染色體異常，為X染色體部份或整條有缺失或改變而致。大部分人擁有46條染色體，但患有透納氏症的患者卻僅有45條。在某些情況下，染色體的異常現象只出現在部分細胞，而其餘則沒有，這就是透納氏症的鑲嵌現象。在這樣的前提下，由透納氏症所引發的症狀就可能很輕微或甚至完全沒有出現。診斷方式基本就是根據臨床症狀以及基因檢測。

## 治療
目前沒有任何已知的醫療方式可以治療透納氏症，但卻多少對於緩和病徵有些幫助。舉例來說，在幼童發育時期注射生長激素可以在之後的成人階段增加身高。雌激素替代療法能促進乳房以及臀部發育。在確定有哪些健康問題是由於透納氏症造成後，才開始考慮需要怎樣的醫療照護來加以控制。

## 歷史
產婦生出罹患透納氏症女童的機率大約介於1/2,000到1/5,000。全球各地區與文化在透納氏症患者人數上基本相似，並沒有顯著的特異性。透納氏症患者的平均壽命較一般人短，這是因為病患多有心臟方面的問題與糖尿病。亨利·透納是第一個在1938年描述此病症的醫生，於1964年時，後人更進一步發現這是由於染色體異常所導致的疾病。

## 延伸閱讀
- Bondy CA; Turner Syndrome Study, Group. . J Clin Endocrinol Metab（英语：J Clin Endocrinol Metab）. 2007, 92 (1): 10–25  [2016-06-28]. PMID 17047017. doi:10.1210/jc.2006-1374. （原始内容存档于2011-03-17）.

## 外部連結
- Turner Syndrome Society of the United States （页面存档备份，存于）
- Turner Syndrome at the National Institute of Child Health and Human Development
- Turner SyndromeNIH訂定的罕见病。
- Endocrine and Metabolic Diseases Information Service （页面存档备份，存于）